# Tuberculatus spiculatus
Tuberculatus spiculatus är en insektsart som beskrevs av Richards 1971. Tuberculatus spiculatus ingår i släktet Tuberculatus och familjen långrörsbladlöss.

## Underarter
Arten delas in i följande underarter:
- T. s. spiculatus
- T. s. rebecae